# گوشه‌گیر شکم‌نخودی
گوشه‌گیر شکم‌نخودی (نام علمی: Phaethornis subochraceus) نام یک گونه از سرده گوشه‌گیرمرغ‌ها است.